# Die Familienplatte

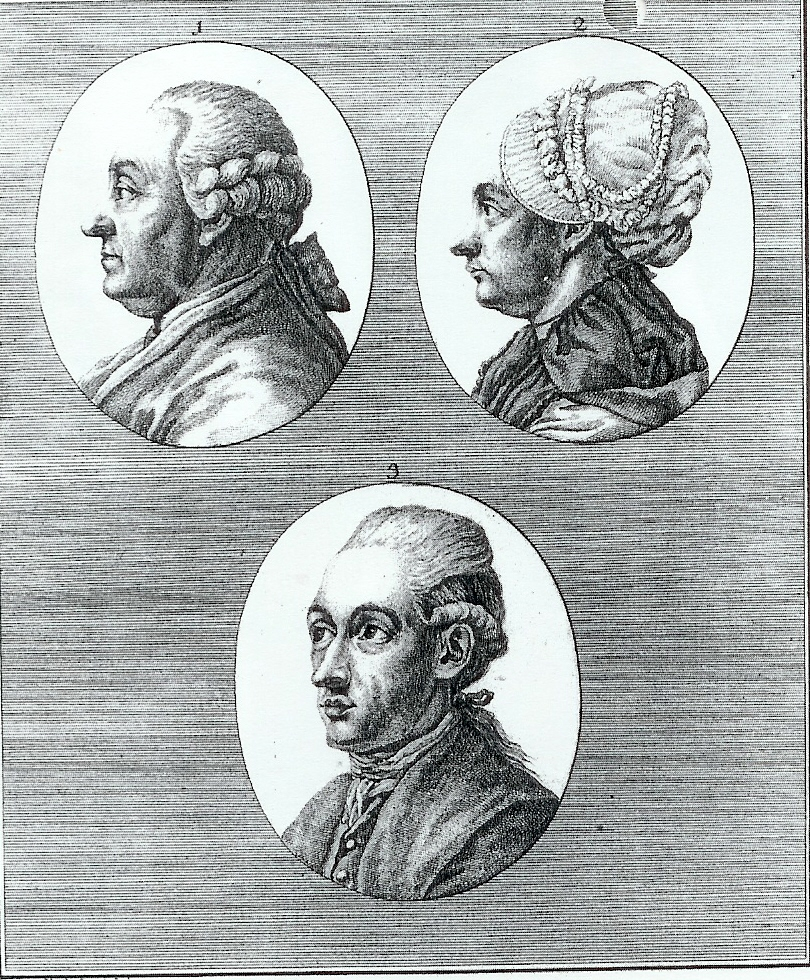
Die Goethesche Familientafel in der Fassung von Michael Wachsmuth

Die Familienplatte ist die Druckplatte zu einem in der Erstfassung verschollenen Kupferstich Georg Friedrich Schmolls, der Goetheschen Familien Tafel. Sie entstand 1774 und war nach der Rekonstruktion der Plattengröße 10,9 Zentimeter hoch und 25,7 Zentimeter breit. Der Kupferstich zeigte nach der Rekonstruktion von links nach rechts die Porträts der Catharina Elisabeth Goethe, des Rates Johann Caspar Goethe und ihres gemeinsamen Sohnes Johann Wolfgang Goethe. Nur ein einziges vollständiges Exemplar der 2. Fassung von Michael Wachsmuth blieb erhalten (aus dem Besitz des Arztes Johann Georg Zimmermann). Die Familienplatte war ein groß angelegter, doch letztendlich gescheiterter Publikationsversuch von Johann Kaspar Lavater im Rahmen der Veröffentlichung seiner Physiognomischen Fragmente, die zwischen 1775 und 1778 bei Steiner in Winterthur und Reich in Leipzig veröffentlicht wurden.

## Vorgeschichte
Die frühen literarischen Veröffentlichungen Johann Wolfgang Goethes fielen dem Zürcher Pastor Johann Kaspar Lavater auf, der in den frühen 1770er Jahren an einer Systematik der Physiognomik arbeitete. Lavater bestellte zunächst insgeheim 1773 bei einem Frankfurter Maler eine Profilzeichnung Goethes, erhielt aber zunächst auf Betreiben Goethes eine Zeichnung des Dichters Carl Friedrich Bahrdt, die Lavater als nicht zutreffend erkannte und zurückwies (Dichtung und Wahrheit, XIV. Buch). Goethe schickte daraufhin ein kleines Ölporträt, vermutlich das in Wien aufbewahrte 1773 entstandene Ölgemälde Daniel Bagers nach Zürich. Lavater bestätigte in dem Brief vom 6. November 1773 den Empfang. Einen Schattenriss von Goethe erhielt Lavater von Goethe am 5. Februar 1774. Lavaters Erwartungen wurden von den Porträts jedoch nicht erfüllt. Unter dem Vorwand einer Kur seines immer wieder aufflackernden Tuberkuloseleidens in Bad Ems beschloss Lavater selbst vor Ort Bildmaterial für die beabsichtigte Veröffentlichung seiner physiognomischen Lehre zu sammeln. Auf die Reise nach Bad Ems nahm er den Ludwigsburger Zeichner Georg Friedrich Schmoll mit, den er kurz zuvor in seinem Haus in Zürich aufgenommen hatte.

## Entstehung
Lavater und Schmoll kamen nach Lavaters Tagebuch am 23. Juni 1774 abends um 1/2 9 Uhr bei der Familie Goethe in Frankfurt an. Am gleichen Tag vermerkt das Tagebuch die Anfertigung einer Zeichnung Johann Wolfgang Goethes (Porträt). Vermutlich entstand in dieser Sitzung das Porträt in der roten Hausjacke im Profil nach links mit Haarnetz. Am 27. Juni folgte ein Porträt des Vaters Johann Caspar (der Rath Goethe Porträt) und schließlich Ende Juli auch ein Porträt Goethes Mutter Catharina Elisabeth. Catharina Elisabeth bittet im Brief an Lavater vom 23. Februar 1779 um „einige von des Herrn Raths Gesichter, die Herr Schmoll gezeichnet hat“. Daher liegt nahe, dass Schmoll mindestens zwei Zeichnungen von Johann Caspar Goethe anfertigte. Erhalten sind lediglich zwei Kreidezeichnungen Schmolls der Eltern im Profil nach links, die mit den Angaben in Lavaters Tagebuch in Bezug gebracht werden können. In der Wiener Porträtsammlung Lavaters hat sich ein weiteres Porträt Goethes, eine Kreidezeichnung im Format von 73:65 mm erhalten. Das Haar Goethes, der die Hausjacke trägt, wird von einem einfachen Band zusammengehalten. Die Form, Größe und Kolorierung passen zu einem am 24. Juni entstandenen Porträt Johann Heinrich Mercks, der von Darmstadt sogleich herübergekommen war. Am 28. Juni brachen Lavater, Schmoll und Goethe von Frankfurt nach Ems auf. Goethe trug nach Lavaters Tagebucheintrag vom 20. Juli auf der Reise einen grauen Hut, ein braun seidnen Halstuch und einen grauen Kaputkragen. Eine zweite Porträtsitzung fand nach Lavaters Tagebuch am 16. Juli in Ems statt: Goethe saß Schmollen. Auch, wenn weitere Einträge im Tagebuch fehlen, ist sicher, dass Schmoll Goethe wiederholt zeichnete. Die drei von der Rheinreise erhaltenen Porträts Goethes in dem Kaputkragen sind aufgrund der Kleidung und Haartracht zu unterscheiden. Ende Juli kehrten die Reisenden nach Frankfurt zurück. Lavater und Schmoll brachen von dort nach Zürich auf. Die Tagebücher vom zweiten Frankfurtaufenthalt Lavaters sind nicht erhalten.

## Rekonstruktion der Anordnung
Die erste Nachricht von der Fertigstellung der Familienplatte findet sich ein Jahr später im Brief Goethes an Lavater vom 24. Juli
1775: "Cassir doch, ich bitte dich die Familien Tafel von uns, sie ist doch scheuslich. Du prostituirst dich und uns. Meinen Vater lass ausschneiden und brauch ihn als Vignette, der ist gut. Ich bitte dich recht inständig drum. Mit meinem Kopf mach auch was du wit, nur meine Mutter soll nicht so dastehn." Goethes vehemente Ablehnung erstaunt auf den ersten Blick, da die Familie Goethe Schmolls Zeichnungen begeistert aufgenommen hatte. Zwischen Schmoll und dem etwas jüngeren Goethe war im Verlauf der Rheinreise im Juli des Vorjahres eine tiefe Freundschaft entstanden, deren dauerhafter Bruch zeitlich mit der Fertigstellung der Familienplatte zusammenfällt. Goethe erwähnte Schmoll nach dem Juli 1775 nicht mehr namentlich. In "Dichtung und Wahrheit" setzte Goethe den Zeichner und Kupferstecher Johann Heinrich Lips an die Stelle Schmolls. Goethes Mutter Catharina Elisabeth scheinen dagegen Schmolls Zeichnungen gefallen zu haben. Am 20. März 1778 bat sie in einem Brief an Lavater N.S. "Wann es Euch möglich uns von des Docters seinem in Kupper gestochenen Gesicht noch einige Abzüge zukommen zu lassen." Am 23. Februar bat sie "drittens, noch um einige von des Herrn Raths Gesichter, die Herr Schmoll gezeichnet hat." Am 20. August 1781 beklagte sie sich bei Lavater: "ob Ihr gleich mein Gesicht nicht gewürdigt habt etwas in Euren 4 großen Büchern drüber zu sagen:".
Bereits Ernst Schulte-Strathaus, der 1913 erstmals die Wachsmuth´schen Vignetten der Familie Goethe als Teil der Familientafel identifizierte, konnte Goethes Abneigung nachvollziehen: …das den Tadel wohl verdient. Schulte-Strathaus kam an diesem Punkt nicht weiter, da 1913 die Vignette Goethes mit dem Haarnetz und die 1. Fassung des 3/4 Porträts nicht bekannt waren. Auch August Ohage bescheinigt den Vignetten "eine mindere Qualität."

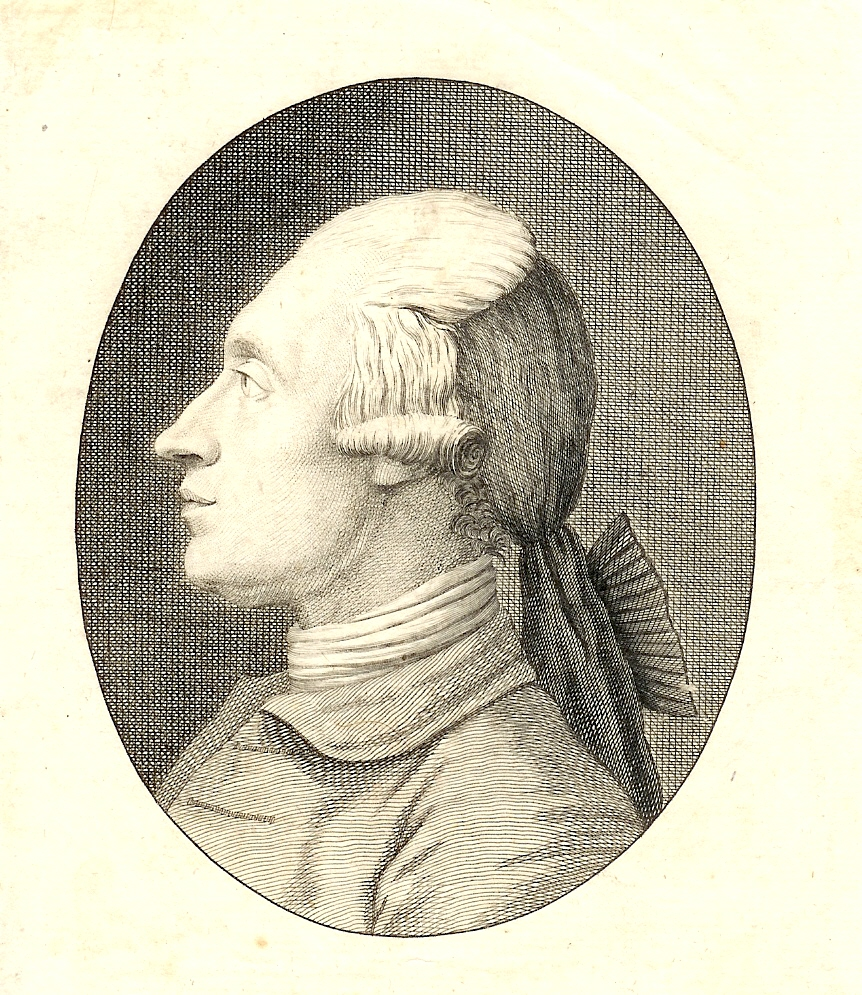
Johann Wolfgang Goethe in der roten Jacke mit Haarnetz nach links
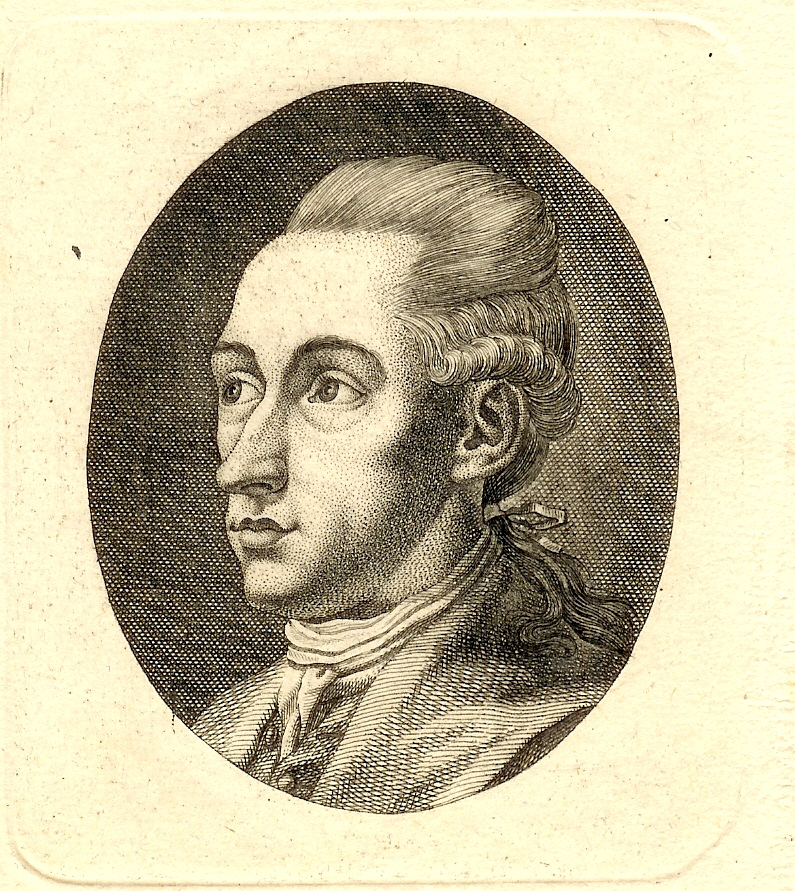
Johann Wolfgang Goethe im grauen Kaputkragen und Haarband Fassung I
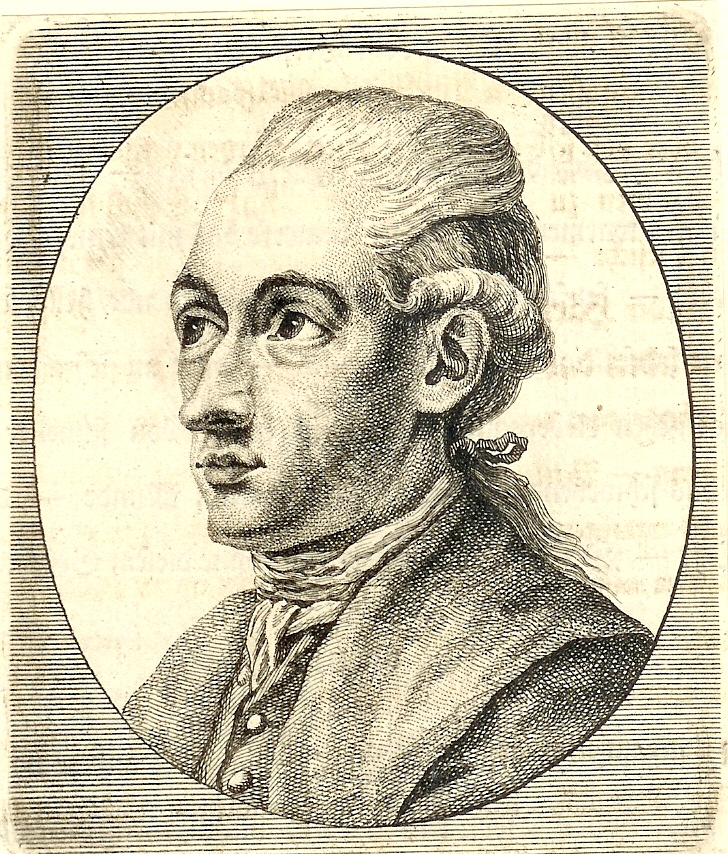
Johann Wolfgang Goethe im grauen Kaputkragen und Haarband Fassung II

Ihm entging daher, dass Lavater bei der Zusammenstellung der Familienplatte das Frankfurter Profil mit Haarnetz gegen das auf der Rheinreise entstandene 3/4-Porträt ausgetauscht hatte. Lavater glaubte im 3/4-Porträt alle physiognomisch darstellbaren Eigenschaften Goethes dargestellt zu finden. Trotz der unübersehbaren künstlerischen Mängel sah er in diesem 3/4-Porträt das "große schwer erreichbare Urbild" Goethes. Im Vergleich der beiden Fassungen des 3/4-Porträts fallen bewusste Abänderungen einzelner Gesichtspartien auf. Da es sich ausnahmslos um aus physiognomischer Sicht unvorteilhafte Charaktereigenschaften handelt, ergibt sich ein weiteres inhaltliches Motiv, das Goethe dazu bewog, die Zerstörung der Familienplatte und ihrer Abzüge zu fordern.
Der deutlich größere Radius der Eckenabrundung auf der Fassung ist damit zu erklären, dass auf der etwa 3× größeren Familienplatte das Bildnis Goethes den Abschluss der drei nebeneinandergestellten Medaillons bildete. Die Anweisung im Brief vom 24. Juli 1774, das Bildnis des Vaters herauszuschneiden und als Vignette zu gebrauchen, legt daher die Position des Vaterbildnisses in der Mitte der Druckplatte nahe. Aufgrund der engen Anordnung wären beim Herausschneiden einer brauchbaren Vignette die Bilder der Mutter und des Sohnes unbrauchbar geworden. Goethe hatte sich explizit auch die vorhandenen Abzüge der Familienplatte erbeten: „Hast du noch einige Abdrücke, schick mir sie mit denen, um die ich auf beiliegendem Zettel bitte, es ist um den Vater heraus zu schneiden.“ Ein Bericht über den Empfang der erbetenen Abdrücke ist nicht erhalten.

## Die Teilung der Platte nach der Ablehnung Goethes
Die Druckplatte wurde noch 1775 vor Erscheinen des 3. Bandes der Physiognomischen Fragmente geteilt. Das einzig erhaltene Plattensegment mit dem Medaillon Goethes belegt, dass Lavater der Aufforderung Goethes, den Vater herauszuschneiden, nicht folgte. Weitere Abdrucke der Segmente sind nicht bekannt, obwohl nach der Rekonstruktion eine Vignette mit der Abbildung der Mutter möglich gewesen wäre. Der Hintergrund der erhaltenen 1. Fassung zeigt eine nachträgliche brokatstoffartige Ausschmückung. Eine identische Bearbeitung des Hintergrundes zeigt eine in den Physiognomischen Fragmenten veröffentlichte Vignette Newtons. Ein Umstand der darauf hindeutet, dass Lavater auch nach der Teilung weiter erwogen hatte, das 3/4 Porträt als einzelne Vignette in den Physiognomischen Fragmenten zu veröffentlichen.

## Die Publikation der getrennten Porträts der zweiten Fassung
In den erhaltenen Briefen Goethes an Lavater findet sich nach dem 24. Juli kein weiterer Hinweis auf den Verbleib der Familienplatte. Lavater beauftragte den von ihm geschätzten Kupferstecher Michael Wachsmuth eine zweite Fassung der Familienplatte zu stechen, auf der negativ interpretierbare Gesichtszüge korrigiert wurden. Die Wahl Wachsmuths lag auch deshalb nahe, da Goethe das ebenfalls von Wachsmuth angefertigte Newtonporträt begeistert gelobt hatte. Die Plattengröße von 26 × 21 cm entspricht dem Standardmaß für ganzseitige Abbildungen in den Physiognomischen Fragmenten. Die versetzte Anordnung der drei Medaillons und die Reihenfolge Vater, Mutter und Sohn und der einfach gehaltene Hintergrund machte die Abbildung gefälliger. Dennoch entschloss Lavater sich ebenfalls zu einer Trennung der zweiten Fassung der Familienplatte, die drei gleich große Vignetten mit den einzelnen Medaillons ergab.
Die Medaillons Johann Kaspar Goethes und Johann Wolfgang Goethes wurden getrennt voneinander im 3. Band der Physiognomischen Fragmente auf Seite 221 und Seite 224 veröffentlicht. Eine Autorisierung Goethe lag nicht vor. Lavater hatte den Abschnitt mit 5 verschiedenen Porträts Goethes zunächst Goethe und kurz danach am 26. März direkt an den Leipziger Verleger Philipp Erasmus Reich geschickt: "Sie werden den IX. Abschnitt (zu Band III) erhalten haben. Weil Goethe drinn ist, sandt ich ihn nicht durch Goethe. Sie rücken ihn also zwischen ein. Goethe hat nun längst alles. Ich schrieb ihm dringend, Sie nicht aufzuhalten." Goethes Antwort datiert vom 10. März 1777: „Ich hatte gehofft mich würdest du herauslassen, da ich dich doch so höflich drum gebeten hatte, und du nicht einen leidlichen Zug von mir hast, indess da es ein Gericht ist das über manche ehrliche Kerls ergeht mags denn seyn.“ Zuletzt erschien das Porträt der Mutter 1787 in der Octav-Ausgabe als Tafel CXLVII.

## Die Wiederentdeckung und Auffindung der einzelnen Fragmente
Das Interesse an Lavaters Physiognomik schwand bereits im ersten Drittel des 19. Jahrhunderts. Bereits Karl Heinrich Jördens stellte 1808 in seinem Lexikon deutscher Dichter und Prosaisten fest: "Lavaters Physiognomik ist jetzt vergessen." Eine erste gemeinsame Veröffentlichung der drei Vignetten erfolgte 1901 durch Heinrich Funk im Anhang zum Band "Goethe und Lavater" im Verlag der Goethe-Gesellschaft. 1913 war Ernst Schulte-Strathaus der Erste, der im Supplementband zu Goethes Werken aufgrund der Schraffur und Medaillongröße die Wachsmuth´schen Vignetten als zusammengehörige Teile der von Goethe gerügten "Familientafel" benannte.
Ende der 90er Jahre fand sich im Nachlass Zimmermanns in der Landesbibliothek Hannover die einzige bislang bekannte ungeteilte 2. Fassung der Familientafel. Etwa zur selben Zeit tauchte im Schweizer Antiquariatshandel die erste Fassung des 3/4-Porträts von Goethe durch Schmoll auf, 2001 das Profil nach links mit Haarnetz von Johann Nußbiegel nach Schmoll.
Ebenso wie die erste Fassung der Familienplatte sind auch die Vignetten mit den Medaillons der Eltern Goethes in der ersten Fassung noch verschollen.